# Pulicaria

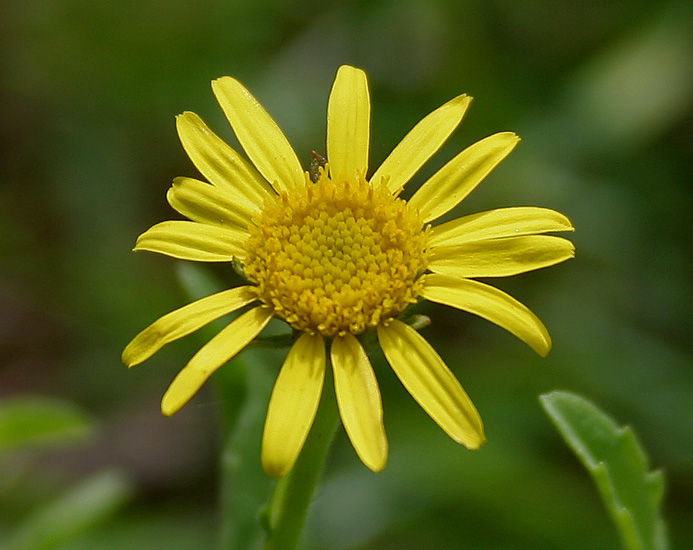
Pulicaria wightiana în Hyderabad, India

Pulicaria este un gen de plante din familia Asteraceae.

## Specii
Lista speciilor genului:
1. Pulicaria adenensis
2. Pulicaria albida
3. Pulicaria alveolosa
4. Pulicaria angustifolia
5. Pulicaria arabica
6. Pulicaria argyrophylla
7. Pulicaria attentuata
8. Pulicaria aualites
9. Pulicaria aylmeri
10. Pulicaria boissieri
11. Pulicaria burchardii
12. Pulicaria canariensis
13. Pulicaria carnosa
14. Pulicaria chrysantha
15. Pulicaria chudaei
16. Pulicaria collenettei
17. Pulicaria confusa
18. Pulicaria crispa
19. Pulicaria decumbens
20. Pulicaria diffusa
21. Pulicaria discoidea
22. Pulicaria dumulosa
23. Pulicaria dysenterica
24. Pulicaria edmondsonii
25. Pulicaria filaginoides
26. Pulicaria foliolosa
27. Pulicaria gabrielii
28. Pulicaria gamal-eldiniae
29. Pulicaria glandulosa
30. Pulicaria glaucescens
31. Pulicaria glutinosa
32. Pulicaria gnaphalodes
33. Pulicaria grantii
34. Pulicaria guestii
35. Pulicaria hildebrandtii
36. Pulicaria incisa
37. Pulicaria insignis
38. Pulicaria inuloides
39. Pulicaria jaubertii
40. Pulicaria kurtziana
41. Pulicaria laciniata
42. Pulicaria lhotei
43. Pulicaria mauritanica
44. Pulicaria migiurtinorum
45. Pulicaria minor
46. Pulicaria monocephala
47. Pulicaria nobilis
48. Pulicaria odora
49. Pulicaria omanensis
50. Pulicaria paludosa
51. Pulicaria petiolaris
52. Pulicaria pomeliana
53. Pulicaria pulvinata
54. Pulicaria rajputanae
55. Pulicaria renschiana
56. Pulicaria salviifolia
57. Pulicaria samhanensis
58. Pulicaria scabra
59. Pulicaria schimperi
60. Pulicaria sericea
61. Pulicaria sicula
62. Pulicaria somalensis
63. Pulicaria steinbergii
64. Pulicaria undulata
65. Pulicaria uniseriata
66. Pulicaria volkonskyana
67. Pulicaria wightiana